# کوشکک (شیراز)
کوشکک (شیراز)، در گذشته روستایی از توابع کلانشهر شیراز بوده است.این روستا هم اکنون به شیراز محلق شده و جزو شهرداری منطقه ۷ محسوب میشود.

## جمعیت
این روستا در دهستان کفترک قرار داشته است و براساس سرشماری مرکز آمار ایران در سال ۱۳۸۵، جمعیت آن ۲٬۱۷۲ نفر (۵۹۷خانوار) بوده‌است.
بر پایه سرشماری عمومی نفوس و مسکن در سال ۱۳۸۵ جمعیت این شهرک ۳٬۵۸۵ نفر (۸۹۴خانوار) بوده‌است.